# Liam Hyland
Liam Hyland (ur. 24 kwietnia 1933 w Portlaoise) – irlandzki polityk, rolnik, długoletni parlamentarzysta krajowy, minister, od 1994 do 2004 deputowany do Parlamentu Europejskiego IV i V kadencji.

## Życiorys
Z zawodu rolnik. W latach 1977–1981 był członkiem Seanad Éireann z ramienia środowisk przemysłowych i handlowych. 1981–1997 sprawował mandat deputowanego do izby niższej irlandzkiego parlamentu, tj. do Dáil Éireann 22., 23., 24., 25., 26. i 27. kadencji. Od lutego 1992 do stycznia 1993 był jednocześnie ministrem stanu (poza składem rządu) odpowiedzialnym za departament rolnictwa i żywności.
W wyborach europejskich w 1994 po raz pierwszy z ramienia Fianna Fáil został posłem do Parlamentu Europejskiego. Skutecznie ubiegał się o reelekcję w 1999. Należał m.in. do grupy Unii na rzecz Europy Narodów, pracował w Komisji ds. Regulaminu, Weryfikacji Mandatów i Immunitetów (jako jej wiceprzewodniczący w latach 1997–1998), Komisji Rolnictwa i Rozwoju Obszarów Wiejskich i innych. W PE zasiadał nieprzerwanie przez 10 lat.